# John Yeboah
John Yeboah (Hamburg, 23 juni 2000) is een Duitse voetballer van Ghanese en Ecuadoraanse afkomst die doorgaans uitkomt als linksbuiten. 

## Clubcarrière
Yeboah, zoon van een Ghanese vader en een Ecuadoriaanse moeder, begon als straat- zaalvoetballer voordat hij bij FC Türkiye Wilhelmsburg aansloot. In 2015 werd hij daar weggeplukt door de jeugdploeg van VfL Wolfsburg. In de O19 scoorde de trefzekere aanvaller daar 30 goals in 41 competitiewedstrijden. In het seizoen 2018/19 kreeg Yeboah van coach Bruno Labbadia zijn kans in het eerste elftal. Op 3 november 2018 maakte hij er negen minuten voor tijd zijn competitiedebuut als invaller voor Josip Brekalo, maar kon niet helpen verhinderen dat Borussia Dortmund won met 0–1 na een doelpunt van Marco Reus. Op de slotdag van de transferperiode in september 2019 werd Yeboah door VVV-Venlo aan de selectie toegevoegd. De Venlose eredivisionist huurde de Duitse jeugdinternational voor een jaar van VfL Wolfsburg. Daar was hij bij zijn debuut op 14 september 2019 meteen trefzeker. In een thuiswedstrijd tegen FC Groningen (2-1) scoorde Yeboah de openingstreffer. Na afloop van de huurperiode keerde Yeboah weer terug naar Wolfsburg. In 2020 maakte Yeboah de overstap naar Willem II, waar hij een contract voor drie seizoenen tekende. In januari 2021 werd hij verhuurd aan Almere City FC. Ook in zijn tweede Tilburgse seizoen moest Yeboah genoegen nemen met invalbeurten, waarna hij in januari 2022 opnieuw werd verhuurd, ditmaal aan MSV Duisburg. In de zomer van 2022 maakte Yeboah een definitieve transfer naar Śląsk Wrocław waar hij een driejarig contract tekende. Daar groeide hij in zijn eerste seizoen uit tot clubtopscorer en trok daarmee de belangstelling van landskampioen Raków Częstochowa dat een transfersom van anderhalf miljoen euro voor hem betaalde. Op 30 augustus 2024 maakte Venezia FC bekend de Ecuadoraans international te hebben vastgelegd tot medio 2028. Naar verluidt betaalde de club uit de Serie A een transfersom van circa 2,5 miljoen euro.

### Clubstatistieken
| Seizoen                                | Club              | Competitie        | Competitie | Competitie | Beker | Beker | Overig1 | Overig1 | Totaal | Totaal |
| Seizoen                                | Club              | Competitie        | Wed.       | Dlp.       | Wed.  | Dlp.  | Wed.    | Dlp.    | Wed.   | Dlp.   |
| -------------------------------------- | ----------------- | ----------------- | ---------- | ---------- | ----- | ----- | ------- | ------- | ------ | ------ |
| 2018/19                                | VfL Wolfsburg     | Bundesliga        | 2          | 0          | 1     | 0     | —       | —       | 3      | 0      |
| 2019/20                                | VfL Wolfsburg II  | Regionalliga Nord | 5          | 4          | —     | —     | —       | —       | 5      | 4      |
| 2019/20                                | → VVV-Venlo       | Eredivisie        | 18         | 1          | 0     | 0     | —       | —       | 18     | 1      |
| 2020/21                                | Willem II         | Eredivisie        | 9          | 1          | 1     | 0     | 1       | 0       | 11     | 1      |
| 2020/21                                | → Almere City     | Eerste Divisie    | 17         | 4          | 0     | 0     | 1       | 0       | 18     | 4      |
| 2021/22                                | Willem II         | Eredivisie        | 8          | 0          | 1     | 0     | —       | —       | 9      | 0      |
| 2021/22                                | → MSV Duisburg    | 3. Liga           | 17         | 0          | —     | —     | 2       | 2       | 19     | 2      |
| 2022/23                                | Śląsk Wrocław     | Ekstraklasa       | 32         | 10         | 4     | 3     | —       | —       | 36     | 13     |
| 2023/24                                | Raków Częstochowa | Ekstraklasa       | 30         | 3          | 2     | 0     | 12      | 1       | 44     | 4      |
| 2024/25                                | Venezia FC        | Serie A           | 13         | 0          | 0     | 0     | 0       | 0       | 13     | 0      |
| Totaal                                 | Totaal            | Totaal            | 151        | 23         | 9     | 3     | 16      | 3       | 176    | 29     |
| Bijgewerkt tot en met 26 december 2024 |                   |                   |            |            |       |       |         |         |        |        |

1Overige officiële wedstrijden, te weten UEFA Champions League, UEFA Europa League, Poolse supercup, play-offs en Niederrheinpokal.

## Interlandcarrière
Tussen 2016 en 2019 doorliep Yeboah verschillende Duitse nationale jeugdteams. 
Op 21 maart 2024 debuteerde Yeboah voor Ecuador in een vriendschappelijke wedstrijd tegen Guatemala. Hij scoorde meteen zijn eerste doelpunt in de achtste minuut van de wedstrijd.
| 1                                      | 21 maart 2024     | Ecuador – Guatemala  | 2 – 0 | Vriendschappelijk | 8'  |
| 2                                      | 13 juni 2024      | Ecuador – Bolivia    | 3 – 1 | Vriendschappelijk | 25' |
| 3                                      | 16 juni 2024      | Ecuador – Honduras   | 2 – 1 | Vriendschappelijk |     |
| 4                                      | 23 juni 2024      | Ecuador – Venezuela  | 1 – 2 | Copa América 2024 |     |
| 5                                      | 27 juni 2024      | Ecuador – Jamaica    | 3 – 1 | Copa América 2024 |     |
| 6                                      | 5 juli 2024       | Argentinië – Ecuador | 1 – 1 | Copa América 2024 |     |
| Als speler bij Venezia FC              |                   |                      |       |                   |     |
| 7                                      | 7 september 2024  | Brazilië – Ecuador   | 1 – 0 | WK-kwalificatie   |     |
| 8                                      | 10 september 2024 | Ecuador – Peru       | 1 – 0 | WK-kwalificatie   |     |
| 9                                      | 10 oktober 2024   | Ecuador – Paraguay   | 0 – 0 | WK-kwalificatie   |     |
| 10                                     | 16 oktober 2024   | Uruguay – Ecuador    | 0 – 0 | WK-kwalificatie   |     |
| 11                                     | 15 november 2024  | Ecuador – Bolivia    | 4 – 0 | WK-kwalificatie   |     |
| Bijgewerkt tot en met 26 december 2024 |                   |                      |       |                   |     |